# Calicina macula
Calicina macula is een hooiwagen uit de familie Phalangodidae. De wetenschappelijke naam van Calicina macula gaat terug op Briggs.